# Pachypleurum
Pachypleurum là chi thực vật có hoa trong họ Apiaceae.